# Ålcom
Ålcom è un operatore telefonico finlandese che ha sede a Mariehamn.
L'azienda fornisce servizi di telefonia fissa, banda larga, servizi ISP e IPTV nella regione autonoma finlandese delle Isole Åland. Gli abbonati di telefonia mobile di Ålcom hanno anche pieno accesso alla rete mobile di Elisa quando sono in roaming nazionale nella Finlandia continentale. Ålcom è anche membro a pieno titolo del gruppo di cooperative telefoniche Finnet.
Nel 2016, Ålcom ha collaborato con Ukko Mobile per estendere la copertura LTE 450 MHz di Ukko Mobile anche ad Åland. Allo stesso tempo, Ålcom ha acquisito una partecipazione di minoranza in Ukko Mobile.